# Anton Brehmer
Carl Anton Brehmer, född 6 februari 1994 i Örebro, Sverige, är en svensk före detta professionell ishockeyspelare. Brehmer inledde sin seniorkarriär med Linköping HC i SHL säsongen 2012/13. Föregående säsong vann han SM-guld med Linköping HC J20. Från säsongen 2013/14 tillhörde han Örebro HK, han spelade dock mest för HC Vita Hästen, vilka han blev utlånad till.
I augusti 2016 meddelade Brehmer, vid 22 års ålder, att han avslutat sin karriär som ishockeyspelare efter ett flertal huvudskador.

## Karriär

### Klubblag
Brehmers moderklubb är Fellingsbro/Frövi IK. Efter att tillhört Fellingsbro/Frövi IK bytte Brehmer klubb till Örebro Hockey Ungdom, för att säsongen 2010/2011 byta klubb till Linköping HC. I Linköping vann Brehmer säsongen 2011/12 SM-guld med klubbens J20-lag då man vände ett 2–0-underläge till seger med 2–3 efter förlängning mot HV71 i finalen. Brehmer tillbringade större delen av säsongen 2012/13 med Linköpings J20-lag, men kom också att spela två matcher för seniorlaget i SHL. Han blev uttagen till en match mot Brynäs IF den 13 november 2012, där han dock inte fick någon speltid. Senare samma månad gjorde han sin första SHL-match med istid, den 27 november, även denna gång mot Brynäs IF.
Inför säsongen 2013/14 flyttade Brehmer tillbaka till Örebro, där han kom att representera Örebro HK J20. Han spelade också två matcher för Örebros seniorlag i Kvalserien till Svenska Hockeyligan 2014, där han stod för en assistpoäng. Den 22 april 2014 skrev Brehmer ett ettårsavtal med Örebro. I augusti samma år stod det klart att han lånats ut till HC Vita Hästen i Hockeyallsvenskan. Den 11 september 2014 gjorde han sin första match i Hockeyallsvenskan. Den 18 oktober samma år gjorde han sitt första mål i serien, på Pontus Sjögren, i en 0–2-seger mot Malmö Redhawks. Totalt noterades han för nio poäng på 30 grundseriematcher för Vita Hästen. Samma säsong spelade han också tre matcher för Örebro i SHL.
Säsongen 2015/16 lånades Brehmer åter ut till HC Vita Hästen. Han kom dock endast att spela elva matcher för klubben efter att ha råkat ut för en svår hjärnskakning, vilket senare fick honom att i augusti 2016 sluta som ishockeyspelare.

### Landslag
Brehmer representerade Sverige vid U-18 VM i Tjeckien 2012. Sverige gick obesegrade genom gruppspelet och fram till finalen, som man dock förlorade mot USA med 7–0. På sex matcher Brehmer poänglös ur turneringen.

## Statistik

### Klubbkarriär
| 2012–13                  | Linköping HC             | SHL                      | 2  | 0 | 0 | 0  | 0  | — | — | — | — | — |
| 2013–14                  | Örebro HK                | SHL                      | —  | — | — | —  | —  | 2 | 0 | 1 | 1 | 0 |
| 2014–15                  | Örebro HK                | SHL                      | 3  | 0 | 0 | 0  | 0  | — | — | — | — | — |
| 2014–15                  | HC Vita Hästen           | HA                       | 30 | 1 | 7 | 8  | 12 | 9 | 2 | 0 | 2 | 2 |
| 2015–16                  | HC Vita Hästen           | HA                       | 11 | 2 | 0 | 2  | 2  | — | — | — | — | — |
| Hockeyallsvenskan totalt | Hockeyallsvenskan totalt | Hockeyallsvenskan totalt | 46 | 5 | 5 | 10 | 6  | 9 | 2 | 0 | 2 | 2 |
| SHL totalt               | SHL totalt               | SHL totalt               | 5  | 0 | 0 | 0  | 0  | — | — | — | — | — |

### Internationellt
| År            | Lag           | Turnering     | Matcher | Mål | Assists | Poäng | Utv. |
| ------------- | ------------- | ------------- | ------- | --- | ------- | ----- | ---- |
| 2012          | Sverige       | U18-VM        | 6       | 1   | 1       | 2     | 4    |
| Junior totalt | Junior totalt | Junior totalt | 12      | 1   | 1       | 2     | 18   |